# Brevipalpus cardinalis
Brevipalpus cardinalis är en spindeldjursart som först beskrevs av Banks 1912.  Brevipalpus cardinalis ingår i släktet Brevipalpus och familjen Tenuipalpidae. Inga underarter finns listade.